# Brilliant Live Adventures
Albums de David Bowie
Is It Any Wonder?
(2020)
Brilliant Live Adventures est un coffret de David Bowie sorti en 2020-2021.
Il se compose de six albums enregistrés lors de concerts donnés entre 1995 et 1999, lors des tournées Outside Tour (1995-1996), Earthling Tour (1997) et 'hours…' Tour (1999). Chacune de ces tournées est illustrée par deux albums.
Le titre du coffret fait référence à Brilliant Adventure, un morceau instrumental paru sur l'album 'hours...'.

## Titres

### Ouvrez le Chien (Live Dallas 95)
Albums de David Bowie
Is It Any Wonder?
(2020) No Trendy Réchauffé (Live Birmingham 95)
(2020)
Cet album est publié en streaming le 3 juillet 2020, puis en format physique (CD et vinyle) le 30 octobre de la même année. Il retrace le concert donné dans le cadre du Outside Tour le 13 octobre 1995 au Starplex Amphitheater (en) de Dallas, aux États-Unis.
La version streaming inclut en bonus les versions de Moonage Daydream et Under Pressure du concert de Birmingham (voir ci-dessous).
Toutes les chansons sont écrites et composées par David Bowie, sauf mention contraire.
| No  | Titre                                       | Auteur                                                                                 | Durée |
| --- | ------------------------------------------- | -------------------------------------------------------------------------------------- | ----- |
| 1.  | Look Back in Anger                          | David Bowie, Brian Eno                                                                 | 4:36  |
| 2.  | The Hearts Filthy Lesson                    | David Bowie, Brian Eno, Reeves Gabrels, Mike Garson, Erdal Kızılçay, Sterling Campbell | 5:15  |
| 3.  | The Voyeur of Utter Destruction (As Beauty) | David Bowie, Brian Eno, Reeves Gabrels                                                 | 5:22  |
| 4.  | I Have Not Been to Oxford Town              | David Bowie, Brian Eno                                                                 | 4:27  |
| 5.  | Outside                                     | David Bowie, Kevin Armstrong                                                           | 4:34  |
| 6.  | Andy Warhol                                 |                                                                                        | 3:39  |
| 7.  | Breaking Glass                              | David Bowie, Dennis Davis, George Murray                                               | 3:42  |
| 8.  | The Man Who Sold the World                  |                                                                                        | 3:41  |
| 9.  | We Prick You                                | David Bowie, Brian Eno                                                                 | 4:19  |
| 10. | I'm Deranged                                | David Bowie, Brian Eno                                                                 | 6:18  |
| 11. | Joe the Lion                                |                                                                                        | 3:58  |
| 12. | Nite Flights                                | Scott Walker                                                                           | 6:28  |
| 13. | Under Pressure                              | David Bowie, John Deacon, Brian May, Freddie Mercury, Roger Taylor                     | 4:06  |
| 14. | Teenage Wildlife                            |                                                                                        | 7:01  |

Musiciens :
- David Bowie : chant, saxophone
- Carlos Alomar : guitare rythmique, chœurs
- Reeves Gabrels : guitare solo, chœurs
- Gail Ann Dorsey : basse, chœurs
- Zachary Alford : batterie
- Mike Garson : piano, claviers
- Peter Schwartz : claviers, synthétiseurs
- George Simms : chœurs

### No Trendy Réchauffé (Live Birmingham 95)
Albums de David Bowie
Ouvrez le Chien (Live Dallas 95)
(2020) Look at the Moon! (Live Phoenix Festival 97)
(2021)
Cet album est publié le 20 novembre 2020. Il retrace le concert du 13 décembre 1995 au National Exhibition Centre de Birmingham, au Royaume-Uni.
Toutes les chansons sont écrites et composées par David Bowie, sauf mention contraire.
| No  | Titre                                       | Auteur                                                             | Durée |
| --- | ------------------------------------------- | ------------------------------------------------------------------ | ----- |
| 1.  | Look Back in Anger                          | David Bowie, Brian Eno                                             | 4:43  |
| 2.  | Scary Monsters (and Super Creeps)           |                                                                    | 5:19  |
| 3.  | The Voyeur of Utter Destruction (As Beauty) | David Bowie, Brian Eno, Reeves Gabrels                             | 5:07  |
| 4.  | The Man Who Sold the World                  |                                                                    | 3:38  |
| 5.  | Hallo Spaceboy                              | David Bowie, Brian Eno                                             | 5:19  |
| 6.  | I Have Not Been to Oxford Town              | David Bowie, Brian Eno                                             | 4:21  |
| 7.  | Strangers When We Meet                      | David Bowie, Brian Eno                                             | 5:00  |
| 8.  | Breaking Glass                              | David Bowie, Dennis Davis, George Murray                           | 3:52  |
| 9.  | The Motel                                   |                                                                    | 6:30  |
| 10. | Jump They Say                               |                                                                    | 3:37  |
| 11. | Teenage Wildlife                            |                                                                    | 6:40  |
| 12. | Under Pressure                              | David Bowie, John Deacon, Brian May, Freddie Mercury, Roger Taylor | 4:32  |
| 13. | Moonage Daydream (rappel)                   |                                                                    | 5:37  |
| 14. | We Prick You (rappel)                       | David Bowie, Brian Eno                                             | 4:21  |
| 15. | Hallo Spaceboy (Version 2) (rappel)         | David Bowie, Brian Eno                                             | 6:17  |

Musiciens :
- David Bowie : chant, saxophone
- Carlos Alomar : guitare rythmique, chœurs
- Reeves Gabrels : guitare solo, chœurs
- Gail Ann Dorsey : basse, chœurs
- Zachary Alford : batterie
- Mike Garson : piano, claviers
- Peter Schwartz : claviers, synthétiseurs
- George Simms : chœurs

### LiveAndWell.com
Le troisième album du coffret, sorti le 15 janvier 2021, est une réédition de LiveAndWell.com, une compilation d'enregistrements de la tournée Earthling Tour parue en téléchargement en 1999, puis en édition limitée au format CD en 2000. Il avait été mis à disposition sur les plateformes de streaming dès mai 2020. Cette édition présente une nouvelle pochette.

### Look at the Moon! (Live Phoenix Festival 97)
Albums de David Bowie
No Trendy Réchauffé (Live Birmingham 95)
(2020) Something in the Air (Live Paris 99)
(2021)
Cet album, publié le 12 février 2021, retrace le concert du 20 juillet 1997 au Phoenix Festival (en), un festival en plein air organisé à l'aérodrome de Long Marston (en), près de Stratford-upon-Avon au Royaume-Uni.
Toutes les chansons sont écrites et composées par David Bowie, sauf mention contraire.
| No  | Titre                             | Auteur                                                                                 | Durée |
| --- | --------------------------------- | -------------------------------------------------------------------------------------- | ----- |
| 1.  | Quicksand                         |                                                                                        | 4:50  |
| 2.  | The Man Who Sold the World        |                                                                                        | 3:35  |
| 3.  | Driftin' Blues / The Jean Genie   | Charles Brown, Eddie Williams, Johnny Moore / David Bowie                              | 5:36  |
| 4.  | I'm Afraid of Americans           | David Bowie, Brian Eno                                                                 | 5:14  |
| 5.  | Battle for Britain (The Letter)   | David Bowie, Reeves Gabrels, Mark Plati                                                | 4:35  |
| 6.  | Fashion                           |                                                                                        | 3:40  |
| 7.  | Seven Years in Tibet              | David Bowie, Reeves Gabrels                                                            | 6:47  |
| 8.  | Fame                              | David Bowie, Carlos Alomar, John Lennon                                                | 4:18  |
| 9.  | Looking for Satellites            | David Bowie, Reeves Gabrels, Mark Plati                                                | 5:18  |
| 10. | Under Pressure                    | David Bowie, John Deacon, Brian May, Freddie Mercury, Roger Taylor                     | 4:03  |
| 11. | The Hearts Filthy Lesson          | David Bowie, Brian Eno, Reeves Gabrels, Mike Garson, Erdal Kızılçay, Sterling Campbell | 5:09  |
| 12. | Scary Monsters (and Super Creeps) |                                                                                        | 5:23  |
| 13. | Hallo Spaceboy                    |                                                                                        | 5:14  |
| 14. | Little Wonder                     | David Bowie, Reeves Gabrels, Mark Plati                                                | 6:07  |
| 15. | Dead Man Walking                  | David Bowie, Reeves Gabrels                                                            | 4:11  |
| 16. | White Light/White Heat            | Lou Reed                                                                               | 3:54  |
| 17. | O Superman                        | Laurie Anderson                                                                        | 9:20  |
| 18. | Stay                              |                                                                                        | 7:41  |

Musiciens :
- David Bowie : chant, guitare, saxophone
- Reeves Gabrels : guitare solo, synthétiseurs, chœurs
- Gail Ann Dorsey : basse, claviers, chœurs, chant sur O Superman
- Zachary Alford : batterie
- Mike Garson : piano, claviers, synthétiseurs

### Something in the Air (Live Paris 99)
Albums de David Bowie
Look at the Moon! (Live Phoenix Festival 97)
(2021) At the Kit Kat Klub (Live New York 99)
(2021)
Cet album, publié le 12 mars 2021, retrace le concert du 14 octobre 1999 à l'Élysée-Montmartre de Paris. Il était disponible en streaming depuis août 2020.
Ces versions de Thursday's Child, Survive et Seven ont paru pour la première fois en face B du single Survive en 2000.
Toutes les chansons sont écrites et composées par David Bowie, sauf mention contraire.
| No  | Titre                               | Auteur                      | Durée |
| --- | ----------------------------------- | --------------------------- | ----- |
| 1.  | Life on Mars?                       |                             | 5:27  |
| 2.  | Thursday's Child                    | David Bowie, Reeves Gabrels | 5:36  |
| 3.  | Something in the Air                | David Bowie, Reeves Gabrels | 5:22  |
| 4.  | Word on a Wing                      |                             | 6:36  |
| 5.  | Can't Help Thinking About Me        |                             | 3:36  |
| 6.  | China Girl                          | David Bowie, Iggy Pop       | 4:05  |
| 7.  | Always Crashing in the Same Car     |                             | 3:40  |
| 8.  | Survive                             | David Bowie, Reeves Gabrels | 4:28  |
| 9.  | Drive-In Saturday                   |                             | 4:56  |
| 10. | Changes                             |                             | 4:57  |
| 11. | Seven                               | David Bowie, Reeves Gabrels | 4:24  |
| 12. | Repetition                          |                             | 3:40  |
| 13. | I Can't Read                        | David Bowie, Reeves Gabrels | 6:34  |
| 14. | The Pretty Things Are Going to Hell | David Bowie, Reeves Gabrels | 4:26  |
| 15. | Rebel Rebel                         |                             | 4:13  |

Musiciens :
- David Bowie : chant, guitare
- Page Hamilton : guitare
- Mark Plati : guitares
- Gail Ann Dorsey : basse, chœurs
- Sterling Campbell : batterie
- Mike Garson : piano, claviers, synthétiseurs
- Emm Gryner, Holly Palmer : chœurs

### At the Kit Kat Klub (Live New York 99)
Albums de David Bowie
Something in the Air (Live Paris 99)
(2021)
Cet album, publié le 2 avril 2021, retrace le concert du 19 novembre 1999 au Kit Kat Klub de New York. Il avait été filmé pour une diffusion en ligne sur le site liveonline.net, et l'enregistrement audio avait vu le jour sous forme d'un CD promotionnel.
Toutes les chansons sont écrites et composées par David Bowie, sauf mention contraire.
| No  | Titre                               | Auteur                      | Durée |
| --- | ----------------------------------- | --------------------------- | ----- |
| 1.  | Life on Mars?                       |                             | 4:42  |
| 2.  | Thursday's Child                    | David Bowie, Reeves Gabrels | 5:16  |
| 3.  | Something in the Air                | David Bowie, Reeves Gabrels | 4:49  |
| 4.  | China Girl                          | David Bowie, Iggy Pop       | 4:09  |
| 5.  | Can't Help Thinking About Me        |                             | 3:00  |
| 6.  | Always Crashing in the Same Car     |                             | 3:46  |
| 7.  | Survive                             | David Bowie, Reeves Gabrels | 4:32  |
| 8.  | Stay                                |                             | 6:34  |
| 9.  | Seven                               | David Bowie, Reeves Gabrels | 4:00  |
| 10. | Changes                             |                             | 3:54  |
| 11. | The Pretty Things Are Going to Hell | David Bowie, Reeves Gabrels | 4:09  |
| 12. | I'm Afraid of Americans             | David Bowie, Brian Eno      | 5:11  |

Musiciens :
- David Bowie : chant, guitare
- Page Hamilton : guitare
- Mark Plati : guitares
- Gail Ann Dorsey : basse, chœurs
- Sterling Campbell : batterie
- Mike Garson : piano, claviers, synthétiseurs
- Emm Gryner, Holly Palmer : chœurs